# Kościół Narodzenia Najświętszej Maryi Panny w Baranowie
Kościół Narodzenia Najświętszej Maryi Panny w Baranowie – rzymskokatolicki kościół parafialny należący do dekanatu Kadzidło diecezji łomżyńskiej. Jest jedynym zabytkiem wsi Baranowo wpisanym do rejestru zabytków (stan na wrzesień 2022).

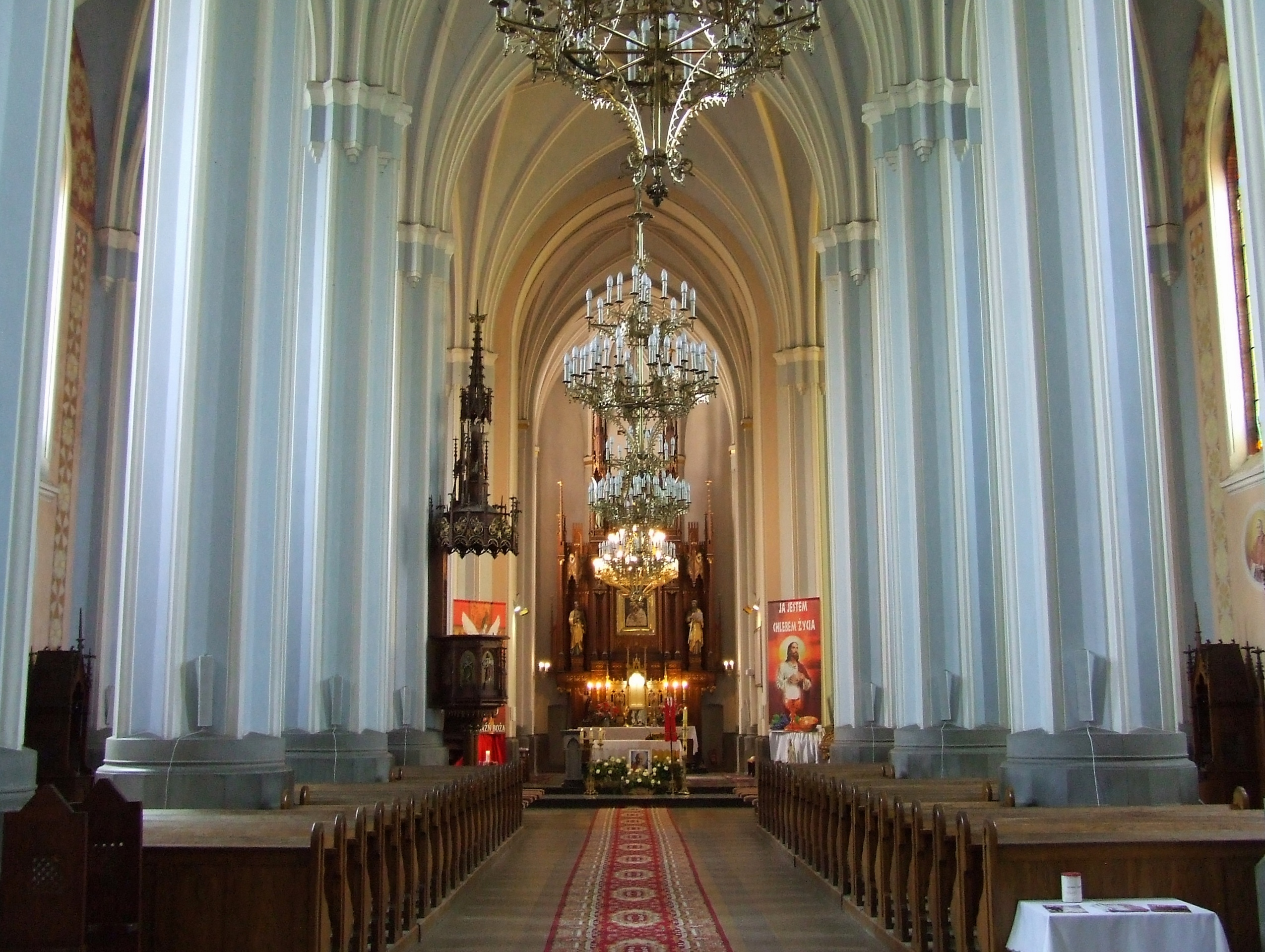
Nawa główna

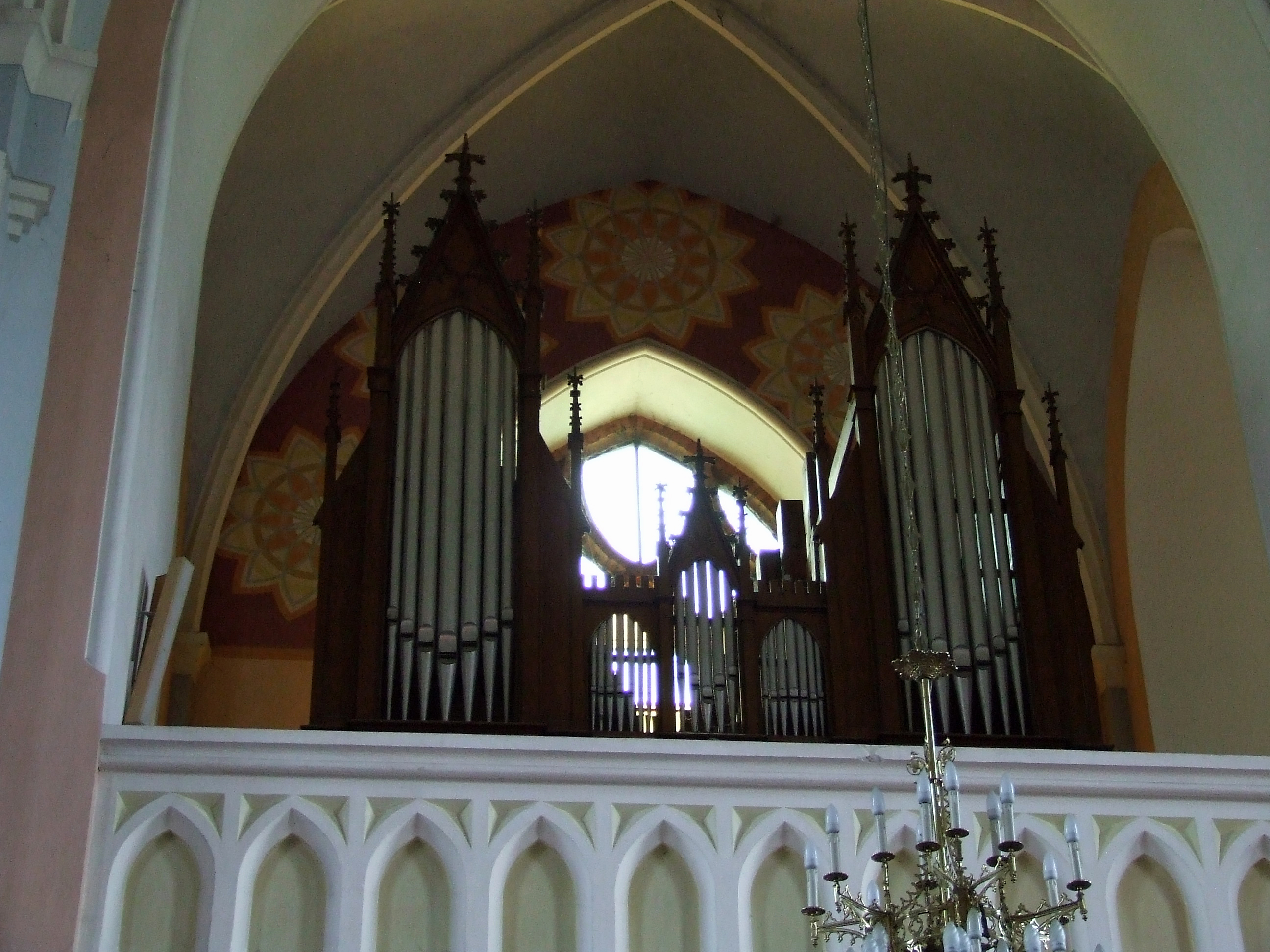
Organy

## Historia
Murowana świątynia została wzniesiona w latach 1910–1914 dzięki proboszczom: ks. Ludwikowi Sokolikowi, ks. Klemensowi Kuklińskiego i ks. Józefowi Zarembie. Prace wykończeniowe przerwano na czas I wojny światowej. W 1915 kościół został częściowo zniszczony. Nabożeństwa zaczęto tu odprawiać dopiero 24 sierpnia 1922. Kościół poświęcił ks. Ludwik Sokolik, wówczas dziekan i proboszcz mławski, który zaczynał budować baranowską świątynię jako miejscowy proboszcz. W dniu 23 sierpnia 1926 roku budowla została konsekrowana w czasie wizytacji biskupiej przez biskupa płockiego Antoniego Juliana Nowowiejskiego.
Świątynia została zaprojektowana przez architektów: Juliusza Dzierżanowskiego i Jarosława Wojciechowskiego. Jest to budowla halowa z dwuwieżową fasadą. Została zaprojektowana w stylu neogotyckim.
Kościół jest czwartym w parafii.
W 1925 kupiono organy i stacje Drogi Krzyżowej, wyposażono zakrystię. Po 1936 zakupiono ołtarz główny. W okresie PRL zakupiono ołtarze boczne i zagospodarowano otoczenie świątyni.
W 1945 obie wieże zostały częściowo zniszczone.
W latach 1999–2004 została wymieniona instalacja elektryczna oraz oświetlenie na zewnątrz i wewnątrz, a także nagłośnienie.
W latach 2004–2015 wymieniono więźbę dachową i zamontowano instalację odprowadzającą wody deszczowe.